# Bejeweled (trò chơi điện tử)
Bejeweled là một game thuộc thể xếp hình của PopCap Games, được phát triển lần đầu năm 2001 cho webgame. Hơn 75 triệu bản Bejeweled được bán và được tải về trên 150 triệu lượt.

## Cách chơi

Normal gameplay mode

Khi mở trò chơi giao diện trò chơi sẽ hiển thị các viên đá quý nằm cố định trong các ô vuông trong màn hình. Người chơi sẽ sắp xếp làm sao để cho các viên đá quý có cùng hình dáng kích cỡ và màu sắc thẳng hàng (theo hàng ngang hoặc hàng dọc) hay 5 hoặc 7 viên đá quý cùng màu tạo thành hình gốc vuông. Số viên đá quý tối thiểu phải sắp cho cùng màu từ ba viên trở lên.

## Phát triển

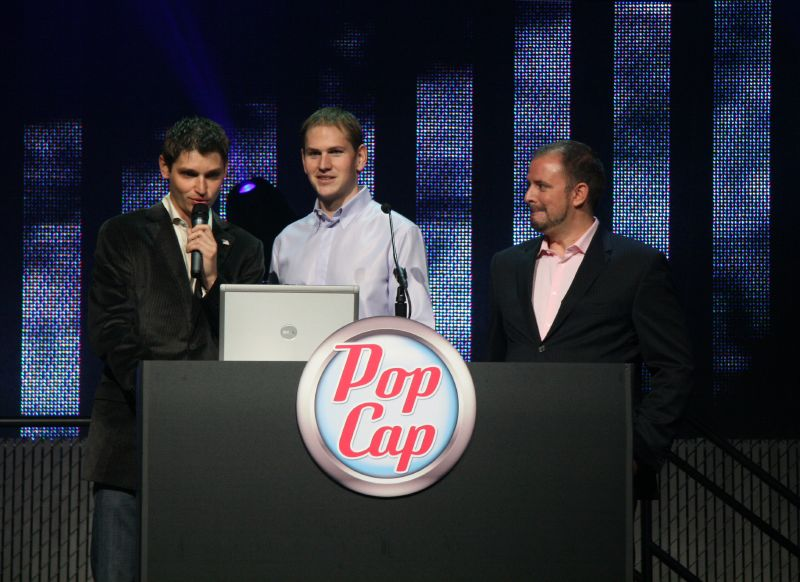
John Vechey, Brian Fiete và Jason Kapalka (từ trái sang phải) thành lập PopCap Games.

Sau khi gặp thất bại với dự án trò chơi điện tử khiêu dâm trực tuyến Foxy Poker, một tựa game mô phỏng đánh bài thoát y năm 2000, nhà phát triển trò chơi điện tử Sexy Action Cool (tên gọi trước của PopCap Games) chuyển sang xây dựng các trò chơi đơn giản để cấp phép bản quyền cho những công ty khác.  Tại thời điểm đó, công ty gồm ba người đồng sáng lập: giám đốc kinh doanh John Vechey, lập trình viên Brian Fiete và nhà thiết kế Jason Kapalka. Khoảng tháng 4 năm 2000, Vechey tình cờ tìm ra một trò chơi ghép ba trên trình duyệt tên là Colors Game, với đồ họa khá sơ sài chỉ sử dụng các ô vuông đơn giản. Trò chơi này yêu cầu người chơi phải tải lại trang web sau mỗi nước đi để cập nhật và hoàn toàn không có hiệu ứng hoạt ảnh hay âm thanh. Nhận thấy cơ chế ghép ba này rất cuốn hút dễ gây nghiện, công ty đã lấy đó làm cảm hứng để phát triển một phiên bản trò chơi trau chuốt hơn.
Ban đầu, Kapalka cân nhắc sử dụng hình ảnh trái cây hoặc các khối hình học, nhưng cuối cùng ông chọn đá quý vì cho rằng trái cây thiếu sự đa dạng về hình ảnh, còn các khối hình học thì lại không đủ bắt mắt. Trò chơi ban đầu có tên là Diamond Mine đặt theo nhan đề một bài hát của ban nhạc rock đồng quê Canada Blue Rodeo và lấy chủ đề khai thác mỏ, sau này mới được đổi tên thành Bejeweled. Theo gợi ý từ các nhà phát triển trò chơi khác như Pogo.com, phiên bản sơ khai của trò chơi mặc định chỉ có chế độ tính giờ với mục tiêu là đạt điểm số cao nhất có thể trước khi hết giờ. Trong khi đó, chế độ chơi không giới hạn thời gian chỉ đóng vai trò làm phần hướng dẫn thao tác và về sau mới được nhà phát triển đưa vào trò chơi. Sau khi chế độ này nhận được phản hồi tích cực từ người chơi, nhà phát triển đã thay đổi chế độ không giới hạn thời gian thành chế độ chơi mặc định và từ đó trở thành chế độ chơi chính gắn liền với tên tuổi của Bejeweled.

## Di sản
Bejeweled được xem là nhân tố quan trọng trong việc thúc đẩy sự phát triển của ngành công nghiệp trò chơi điện tử phổ thông trong thế kỷ 21. Theo Kapalka, một lý do dẫn đến sự thành công này là vì Bejeweled không có chế độ bấm giờ mặc định, giúp người chơi có thể giải trí mà không cần kỹ năng. Thành công vang dội về mặt thương mại của Bejeweled tạo điều kiện cho PopCap Games liên tục phát triển thêm nhiều tựa game phổ thông tuy có quy mô nhỏ nhưng có chất lượng sản xuất cao để phân phối lên nhiều nền tảng trong nhiều năm kế tiếp, chẳng hạn như Bookworm, Peggle và các phiên bản khác trong dòng trò chơi Bejeweled. Sức thành công cùng lối chơi đơn giản của Bejeweled lẫn các sản phẩm khác từ PopCap đã thôi thúc các hãng trò chơi điện tử độc lập khác đầu tư vào việc xây dựng những trò chơi điện tử chi phí thấp nhưng có tiềm năng lợi nhuận cao. Kết quả là chỉ trong vòng một thập kỷ, ngành công nghiệp trò chơi điện tử phổ thông đã bùng nổ và đạt giá trị lên tới 3 tỷ đô la Mỹ. Sự ảnh hưởng sâu rộng của Bejeweled đã đưa tựa game trở thành trò chơi di động đầu tiên được vinh danh tại Đại sảnh Danh vọng Trò chơi điện tử Thế giới.
Bejeweled đã góp phần phổ biến thể loại trò chơi giải đố ghép ba. Sau cú thành công đó, nhiều trò chơi tương tự như vậy ra đời và không ít trong số đó bị cho là sao chép Bejeweled và thiếu đi tính sáng tạo. Hàng nghìn tựa game ghép ba đã được phát hành ăn theo Bejeweled và chỉ xét riêng trên Apple App Store, đã có hơn 2.200 trò chơi thuộc thể loại này tính đến tháng 2 năm 2014. Trong số đó, Candy Crush Saga (2012) thậm chí còn vượt qua cả Bejeweled về mức độ phổ biến. Các nhà phát triển như King, Playrix và Demiurge lần lượt tung ra những trò chơi di động phổ biến khác bằng cách tinh chỉnh và phát triển dựa trên công thức ghép ba của Bejeweled. Lấy ví dụ, Puzzle Quest (2007) của Demiurge kết hợp lối chơi ghép ba với các yếu tố của trò chơi nhập vai. Candy Crush Saga của King thì bổ sung các vật phẩm hỗ trợ và thiết kế màn chơi đa dạng hơn. Trong khi đó, Gardenscapes (2016) của Playrix yêu cầu người chơi hoàn thành các màn chơi để cải tạo khu vườn của họ.
Về sau, Bejeweled được phát triển lên thành dòng trò chơi gồm hai phần kế tiếp và một số phiên bản phụ. Theo Kapalka, quá trình phát triển các phiên bản này kéo dài nhiều năm, tập trung vào việc cải tiến và hoàn thiện công thức lối chơi ban đầu. Phần tiếp theo Bejeweled 2 (2004) nhận được đánh giá nhìn chung tích cực song cũng có đánh giá trái chiều, còn phần thứ ba Bejeweled 3 (2010) thì được đón nhận rất tích cực. Các phiên bản phụ Bejeweled Twist (2008) và Bejeweled Blitz (2009) đều thành công và được đánh giá cao, trong khi Bejeweled Stars (2016) thì lại nhận về những phản hồi trái chiều. Nhìn chung, Bejeweled là một dòng trò chơi rất thành công về mặt thương mại. Tính đến năm 2010, tổng doanh số của Bejeweled, Bejeweled Twist và Bejeweled Blitz đã đạt 50 triệu bản. Ngoài ra, PopCap còn cấp phép cho một phiên bản Bejeweled xuất hiện trong World of Warcraft từ ngày 25 tháng 9 năm 2008. Tựa game phổ biến khác của hãng là Plants vs. Zombies (2009) có một minigame với tên gọi "Beghouled" dựa trên Bejeweled.